# Tania Kibermanis
Tania Kibermanis, seit ihrer lettischen Einbürgerung 2022 auch Tania Kibermane, (* 1972) ist eine deutsch-lettische Journalistin, Autorin und Theaterschauspielerin.

## Leben
Kibermanis ist Tochter eines Letten und einer Sudetendeutschen. Ihr Großvater väterlicherseits wurde 1944 vor den Sowjets nach Deutschland evakuiert. Später verließ er die Familie Richtung sowjetisches Lettland, um dort beim KGB zu arbeiten. Ihre Großmutter väterlicherseits († 2006) arbeitete für das US Army Depot in Gießen. Beide lernten sich in einem Displaced Person Camp kennen. Ihre Mutter stammte aus einer sudetendeutschen Familie. Sie wuchs in Münzenberg auf.
Kibermanis studierte Germanistik, Psychologie und Kunstgeschichte. Ein Jahr spielte sie am Stadttheater Gießen als Schauspielerin.
Kibermanis lebt mit ihrem Sohn in Hamburg-St. Pauli.
Eine Reportage über eine Sintifamilie für FR7 gewann 2020 den Alternativen Medienpreis in der Kategorie „Leben“. Sie schreibt, unter anderem Kolumnen für die Frankfurter Rundschau, die Brigitte, die Junge Welt, Die Zeit und die TAZ.

## Bücher (Auswahl)
- 2014: Zuckerbrot & Spiele vom Hamburger Dom, mit anderen Autoren, Kerber Verlag
- 2015: Hamburg: Nicht lang schnacken! Ein Heimatbuch, Conbook Verlag
- 2016: Süßer die Böller nie klingen, Rowohlt Verlag
- 2017: Spleen Royale, Rowohlt Verlag
- 2018: Wilde Zeiten, Junius Verlag
- 2020: Die erste Reise: Weil sie den Blick auf die Welt, das Leben und auf einen selbst verändert – wie die erste Liebe, mit weiteren Autoren, Reisedepeschen Verlag
- 2020: Personalbefragung. Innere Sicherheit: Personnel Survey Homeland Security, mit anderen Autoren, Revolver Publishing